# Irlanda nos Jogos Olímpicos de Verão de 2008
A Irlanda competiu nos Jogos Olímpicos de Verão de 2008 em Pequim, na China.

### 

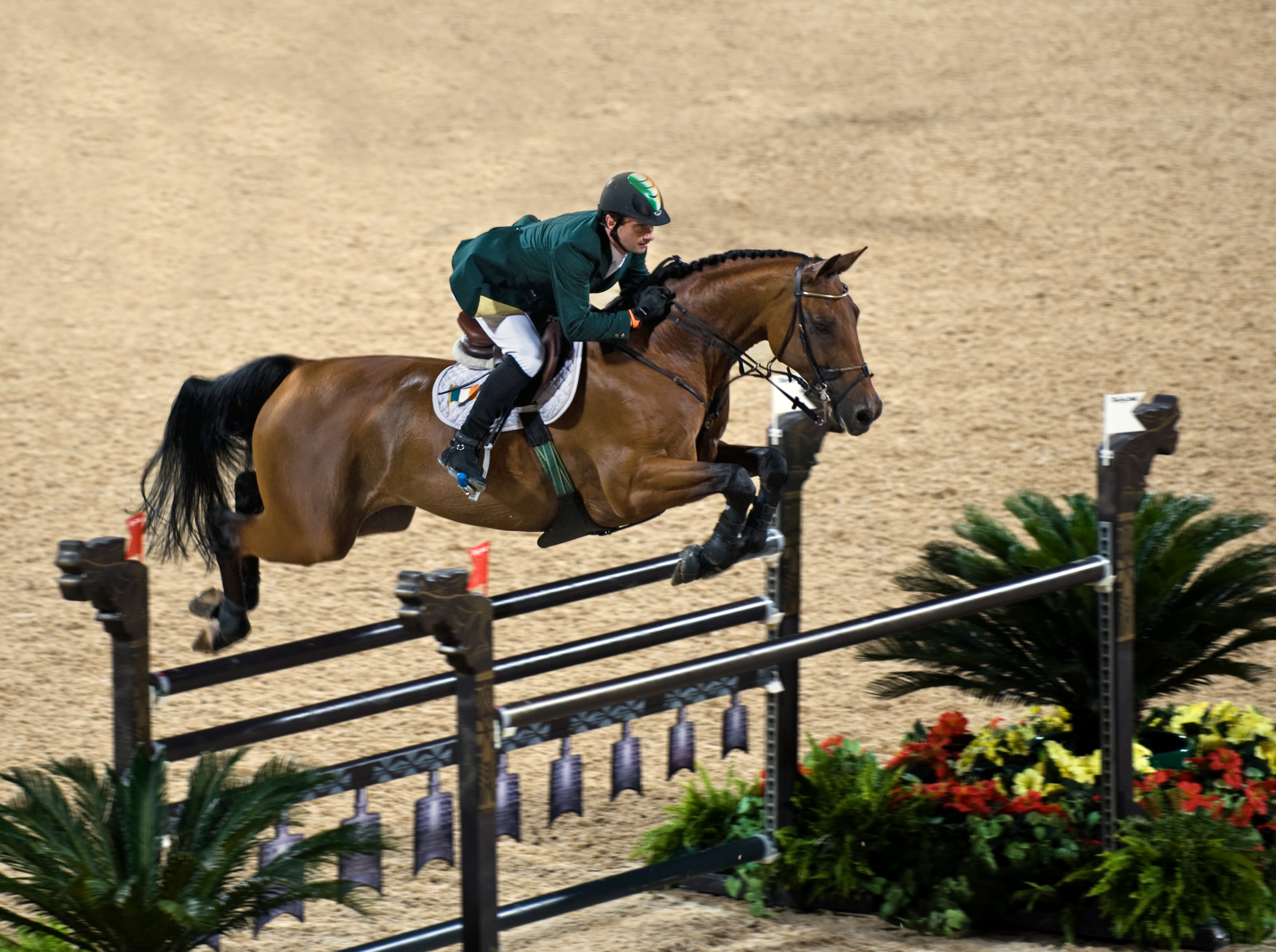
Denis Lynch montando Lantinus na prova de saltos.

## Medalhas
| Atleta            | Esporte | Evento             | Medalha |
| ----------------- | ------- | ------------------ | ------- |
| Kenneth Egan      | Boxe    | Peso meio-pesado   | Prata   |
| Darren Sutherland | Boxe    | Peso médio         | Bronze  |
| Paddy Barnes      | Boxe    | Peso mosca-ligeiro | Bronze  |

## Desempenho

### Atletismo
Masculino
| Atletas          | Evento                | Preliminares | Preliminares | Quartas | Quartas | Semifinal     | Semifinal     | Final           | Final           |
| Atletas          | Evento                | Marca        | Posição      | Marca   | Posição | Marca         | Posição       | Marca           | Posição         |
| ---------------- | --------------------- | ------------ | ------------ | ------- | ------- | ------------- | ------------- | --------------- | --------------- |
| Paul Hession     | 200 metros            | 20s59        | 12º          | 20s32   | 7º      | 20s38         | 10º           | Não avançou     | Não avançou     |
| David Gillick    | 400 metros            | 45s83        | 29º          |         |         | Não avançou   | Não avançou   | Não avançou     | Não avançou     |
| Thomas Chamney   | 800 metros            | 1m47s66      | 35º          |         |         | Não avançou   | Não avançou   | Não avançou     | Não avançou     |
| Alistair Cragg   | 1500 metros           | 3m44s90      | 39º          |         |         | Não avançou   | Não avançou   | Não avançou     | Não avançou     |
| Alistair Cragg   | 5000 metros           | 13m38s57     | 6º           |         |         | Não completou | Não completou | Não completou   | Não completou   |
| Robert Heffernan | 20 km marcha atlética |              |              |         |         |               |               | 1h30 m36s       | 8º              |
| Jamie Costin     | 50 km marcha atlética |              |              |         |         |               |               | 4h15m16s        | 44º             |
| Colin Griffin    | 50 km marcha atlética |              |              |         |         |               |               | Desclassificado | Desclassificado |
| Martin Fagan     | Maratona              |              |              |         |         |               |               | Não completou   | Não completou   |

Feminino
| Atletas           | Evento                | Preliminares | Preliminares | Semifinal   | Semifinal   | Final       | Final       |
| Atletas           | Evento                | Marca        | Posição      | Marca       | Posição     | Marca       | Posição     |
| ----------------- | --------------------- | ------------ | ------------ | ----------- | ----------- | ----------- | ----------- |
| Derval O'Rourke   | 100 m com barreiras   | 13s22        | 28º          | Não avançou | Não avançou | Não avançou | Não avançou |
| Joanne Cuddihy    | 400 metros            | 53s32        | 39º          | Não avançou | Não avançou | Não avançou | Não avançou |
| Michelle Carey    | 400 m com barreiras   | 57s99        | 25º          | Não avançou | Não avançou | Não avançou | Não avançou |
| Fionnuala Britton | 3000 m com obstáculos | 9m43s57      | 27º          |             |             | Não avançou | Não avançou |
| Roisin McGettigan | 3000 m com obstáculos | 9m28s62      | 13º          |             |             | 9m55s89     | 14º         |
| Olive Loughnane   | 20 km marcha atlética |              |              |             |             | 1h27m45s    | 7º          |
| Pauline Curley    | Maratona              |              |              |             |             | 2h47m16s    | 63º         |
| Eileen O'Keeffe   | Arremesso de martelo  | 67,66m       | 23º          |             |             | Não avançou | Não avançou |

### Badminton
Masculino
| Atleta      | Evento  | Fase de 64                                  | Fase de 32             | Fase de 16             | Quartas                | Semifinais             | Final                  | Final       |
| Atleta      | Evento  | Adversário e resultado                      | Adversário e resultado | Adversário e resultado | Adversário e resultado | Adversário e resultado | Adversário e resultado | Posição     |
| ----------- | ------- | ------------------------------------------- | ---------------------- | ---------------------- | ---------------------- | ---------------------- | ---------------------- | ----------- |
| Scott Evans | Simples | GER M. Zwiebler D 1-2 (18-21; 21-17; 19-21) | Não avançou            | Não avançou            | Não avançou            | Não avançou            | Não avançou            | Não avançou |

Feminino
| Atleta      | Evento  | Fase de 64                                 | Fase de 32                        | Fase de 16             | Quartas                | Semifinais             | Final                  | Final       |
| Atleta      | Evento  | Adversário e resultado                     | Adversário e resultado            | Adversário e resultado | Adversário e resultado | Adversário e resultado | Adversário e resultado | Posição     |
| ----------- | ------- | ------------------------------------------ | --------------------------------- | ---------------------- | ---------------------- | ---------------------- | ---------------------- | ----------- |
| Chloe Magee | Simples | EST K. Tolmoff V 2-1 (18-21; 21-18; 21-19) | KOR Jun J-Y. D 0-2 (12-21; 14-21) | Não avançou            | Não avançou            | Não avançou            | Não avançou            | Não avançou |

### Boxe
| Atleta            | Evento                  | Fase de 32                | Fase de 16                   | Quartas                    | Semifinais                 | Final                   | Posição           |
| Atleta            | Evento                  | Adversário e resultado    | Adversário e resultado       | Adversário e resultado     | Adversário e resultado     | Adversário e resultado  | Posição           |
| ----------------- | ----------------------- | ------------------------- | ---------------------------- | -------------------------- | -------------------------- | ----------------------- | ----------------- |
| Paddy Barnes      | Peso mosca-ligeiro      |                           | ECU J. Meza V PTS 14:8       | POL Ł. Maszczyk V PTS 11:5 | CHN Zou S. D PTS 0:15      | Não avançou             | Medalha de bronze |
| John Joe Nevin    | Peso galo               | ALG A. Ouradi V PTS 9:4   | MGL E. Badar-Uugan D PTS 2:9 | Não avançou                | Não avançou                | Não avançou             | Não avançou       |
| John Joe Joyce    | Peso meio-médio-ligeiro | HUN G. Káté V PTS 9:5     | DOM M. Díaz D PTS 11:+11     | Não avançou                | Não avançou                | Não avançou             | Não avançou       |
| Darren Sutherland | Peso médio              |                           | ALG N. Kassel V RSC          | VEN A. Blanco V PTS 11:1   | GBR J. DeGale D PTS 3:10   | Não avançou             | Medalha de bronze |
| Kenneth Egan      | Peso meio-pesado        | ISV J. Jackson V PTS 22:2 | TUR B. Muzaffer V PTS 10:2   | BRA W. Silva V PTS 8:0     | GBR T. Jeffries V PTS 10:3 | CHN Zhang X. D PTS 7:11 | Medalha de prata  |

### Canoagem slalom
Masculino
| Atleta         | Evento | Preliminar | Preliminar | Preliminar | Preliminar | Preliminar | Preliminar | Semifinais | Semifinais | Final | Final   | Total  | Posição |
| Atleta         | Evento | Descida 1  | Posição    | Descida 2  | Posição    | Total      | Posição    | Tempo      | Posição    | Tempo | Posição | Total  | Posição |
| -------------- | ------ | ---------- | ---------- | ---------- | ---------- | ---------- | ---------- | ---------- | ---------- | ----- | ------- | ------ | ------- |
| Eoin Rheinisch | K-1    | 88s52      | 18º        | 87s81      | 12º        | 176s33     | 15º        | 88s85      | 10º        | 88s06 | 4º      | 176s91 | 4º      |

### Ciclismo de estrada
Masculino
| Atleta         | Evento                       | Final              | Final   |
| Atleta         | Evento                       | Tempo              | Posição |
| -------------- | ---------------------------- | ------------------ | ------- |
| Philip Deignan | Corrida em estrada masculina | 6h39m42s (+15m53)  | 80º     |
| Nicholas Roche | Corrida em estrada masculina | 6h34m26s (+10 m37) | 63º     |

### Ciclismo Mountain Bike
Masculino
| Atleta        | Evento        | Final         | Final         |
| Atleta        | Evento        | Tempo         | Posição       |
| ------------- | ------------- | ------------- | ------------- |
| Robin Seymour | Cross-country | Não completou | Não completou |

### Ciclismo de pista
Masculino
| Atleta           | Evento                 | Qualificação | Qualificação | Semifinal              | Semifinal   | Final                  | Final       |
| Atleta           | Evento                 | Tempo        | Posição      | Adversário e resultado | Posição     | Adversário e resultado | Posição     |
| ---------------- | ---------------------- | ------------ | ------------ | ---------------------- | ----------- | ---------------------- | ----------- |
| David O'Loughlin | Perseguição individual | 4m26s102     | 11º          | Não avançou            | Não avançou | Não avançou            | Não avançou |

### Esgrima
Feminino
| Atleta               | Evento           | Fase de 64               | Fase de 32             | Fase de 16             | Quartas de final       | Semifinais             | Final                  | Posição     |
| Atleta               | Evento           | Adversário e resultado   | Adversário e resultado | Adversário e resultado | Adversário e resultado | Adversário e resultado | Adversário e resultado | Posição     |
| -------------------- | ---------------- | ------------------------ | ---------------------- | ---------------------- | ---------------------- | ---------------------- | ---------------------- | ----------- |
| Siobhan Claire Byrne | Sabre individual | POL I. Więckowska D 8-15 | Não avançou            | Não avançou            | Não avançou            | Não avançou            | Não avançou            | Não avançou |

### Hipismo
CCE
| Atleta                                                                   | Cavalo                                                              | Evento     | Adestramento | Adestramento | Cross-country | Cross-country | Saltos         | Saltos         | Saltos               | Saltos               | Total  | Total   |
| Atleta                                                                   | Cavalo                                                              | Evento     | Adestramento | Adestramento | Cross-country | Cross-country | Qualificatória | Qualificatória | Final/ Final Equipes | Final/ Final Equipes | Total  | Total   |
| Atleta                                                                   | Cavalo                                                              | Evento     | Pen.         | Posição      | Pen.          | Posição       | Pen.           | Posição        | Pen.                 | Posição              | Pen.   | Posição |
| ------------------------------------------------------------------------ | ------------------------------------------------------------------- | ---------- | ------------ | ------------ | ------------- | ------------- | -------------- | -------------- | -------------------- | -------------------- | ------ | ------- |
| Geoffrey Curran                                                          | Kilkishen                                                           | Individual | 61,70        | 59º          | 30,40         | 39º           | 2,00           | 33º            | Não avançou          | Não avançou          | 94,10  | 32º     |
| Niall Griffin                                                            | Lorgaine                                                            | Individual | 50,60        | 35º          | 26,40         | 41º           | 12,00          | 39º            | Não avançou          | Não avançou          | 109,00 | 38º     |
| Louise Lyons                                                             | Watership Down                                                      | Individual | 57,40        | 55º          | 28,40         | 35º           | 9,00           | 34º            | Não avançou          | Não avançou          | 94,80  | 33º     |
| Austin O'Connor                                                          | Hobby Du Mee                                                        | Individual | 52,80        | 42º          | 34,40         | 36º           | 0,00           | 27º            | 0,00                 | 26º                  | 87,20  | 21º     |
| Patricia Ryan                                                            | Fernhill Clover Mist                                                | Individual | 78,70        | 68º          | 34,80         | 47º           | 13,00          | 44º            | Não avançou          | Não avançou          | 126,50 | 43º     |
| Geoffrey Curran Niall Griffin Louise Lyons Austin O'Connor Patricia Ryan | Kilkishen Lorgaine Watership Down Hobby Du Mee Fernhill Clover Mist | Equipes    | 160.80       | 10º          | 265,10        | 8º            |                |                | 276,10               | 8º                   |        |         |

Saltos
| Atleta      | Cavalo   | Evento     | Ronda Ind. 1 | Ronda Ind. 1 | Ronda Ind. 2 | Ronda Ind. 2 | Ronda Ind. 2 | Ronda Ind. 3 | Ronda Ind. 3 | Ronda Ind. 3 | Final    | Final    | Final       | Final       | Posição final |
| Atleta      | Cavalo   | Evento     | Ronda Ind. 1 | Ronda Ind. 1 | Ronda Ind. 2 | Ronda Ind. 2 | Ronda Ind. 2 | Ronda Ind. 3 | Ronda Ind. 3 | Ronda Ind. 3 | Ronda A  | Ronda A  | Ronda B     | Ronda B     | Posição final |
| Atleta      | Cavalo   | Evento     | Pen.         | Posição      | Pen.         | Total        | Posição      | Pen.         | Total        | Posição      | Pen.     | Posição  | Pen.        | Total       | Posição final |
| ----------- | -------- | ---------- | ------------ | ------------ | ------------ | ------------ | ------------ | ------------ | ------------ | ------------ | -------- | -------- | ----------- | ----------- | ------------- |
| Denis Lynch | Lantinus | Individual | 1            | 14º          | 1            | 2            | 4º           | 6            | 8            | 8º           | Desistiu | Desistiu | Não avançou | Não avançou | Não avançou   |

### Natação
Masculino
| Atleta(s)   | Evento       | Eliminatórias | Eliminatórias | Semifinal    | Semifinal   | Final       | Final       |
| Atleta(s)   | Evento       | Tempo         | Posição       | Tempo        | Posição     | Tempo       | Posição     |
| ----------- | ------------ | ------------- | ------------- | ------------ | ----------- | ----------- | ----------- |
| Andrew Bree | 100 m peito  | 1m01s76 (NR)  | 30º           | Não avançou  | Não avançou | Não avançou | Não avançou |
| Andrew Bree | 200 m peito  | 2m10s91 (NR)  | 12º           | 2m10s16 (NR) | 11º         | Não avançou | Não avançou |
| Andrew Bree | 200 m medley | Não competiu  | Não competiu  | Não avançou  | Não avançou | Não avançou | Não avançou |

Feminino
| Atleta(s)      | Evento       | Eliminatórias | Eliminatórias | Semifinal   | Semifinal   | Final       | Final       |
| Atleta(s)      | Evento       | Tempo         | Posição       | Tempo       | Posição     | Tempo       | Posição     |
| -------------- | ------------ | ------------- | ------------- | ----------- | ----------- | ----------- | ----------- |
| Aisling Cooney | 100 m costas | 1m02s50       | 31º           | Não avançou | Não avançou | Não avançou | Não avançou |
| Melanie Nocher | 200 m costas | 2m12s29 (NR)  | 20º           | Não avançou | Não avançou | Não avançou | Não avançou |
| Melanie Nocher | 200 m livre  | 2m04s29       | 43º           | Não avançou | Não avançou | Não avançou | Não avançou |

### Remo
Masculino
| Equipe                                                                         | Evento          | Eliminatórias | Eliminatórias | Repescagem | Repescagem | Quartas | Quartas | Semifinal | Semifinal | Final   | Final                |
| Equipe                                                                         | Evento          | Tempo         | Posição       | Tempo      | Posição    | Tempo   | Posição | Tempo     | Posição   | Tempo   | Posição (Pos. final) |
| ------------------------------------------------------------------------------ | --------------- | ------------- | ------------- | ---------- | ---------- | ------- | ------- | --------- | --------- | ------- | -------------------- |
| Sean Casey Jonno Devlin Cormac Folan Sean O'Neill                              | Quatro sem      | 6m02s85       | 3º S A/B      |            |            |         |         | 5m58s14   | 6º FB     | 6m07s97 | 4º (10º)             |
| Richard Archibald Paul Griffin Cathal Moynihan Gearoid Towey1 Richard Coakley1 | Quatro sem leve | 5m52s32       | 4º R          | 6m21s79    | 1º S A/B   |         |         | 6m13s85   | 4º FB     | 6m06s02 | 4º (10º)             |

1Richard Coakley substituiu Gearoid Towey na final B.

### Tiro
Masculino
| Atleta        | Evento         | Qualificação | Qualificação | Final       | Final       | Posição |
| Atleta        | Evento         | Placar       | Posição      | Placar      | Total       | Posição |
| ------------- | -------------- | ------------ | ------------ | ----------- | ----------- | ------- |
| Derek Burnett | Fossa olímpica | 110          | 29º          | Não avançou | Não avançou | 29º     |

### Triatlo
Feminino
| Atleta     | Evento   | Natação | Natação | Ciclismo | Ciclismo | Corrida | Corrida | Total      | Posição final |
| Atleta     | Evento   | Tempo   | Posição | Tempo    | Posição  | Tempo   | Posição | Total      | Posição final |
| ---------- | -------- | ------- | ------- | -------- | -------- | ------- | ------- | ---------- | ------------- |
| Emma Davis | Feminino | 20 m17s | 35º     | 1h26m52s | 25º      | 39m09s  | 36º     | 2h06m29s36 | 37º           |

### Vela
Masculino
| Atleta                      | Evento | Regata | Regata | Regata | Regata | Regata | Regata | Regata | Regata | Regata | Regata | Regata  | Pontos | Posição |
| Atleta                      | Evento | 1      | 2      | 3      | 4      | 5      | 6      | 7      | 8      | 9      | 10     | M       | Pontos | Posição |
| --------------------------- | ------ | ------ | ------ | ------ | ------ | ------ | ------ | ------ | ------ | ------ | ------ | ------- | ------ | ------- |
| Philip Lawton Gerald Owens  | 470    | 22     | 1      | 17     | 15     | 1      | 25     | 21     | 15     | 13     | 24     | Não av. | 129    | 16º     |
| Peter O'Leary Stephen Milne | Star   | 6      | 12     | 7      | 10     | 12     | 13     | 13     | 8      | 11     | 12     | Não av. | 91     | 13º     |

Feminino
| Atleta      | Evento       | Regata | Regata | Regata | Regata | Regata | Regata | Regata | Regata | Regata | Regata  | Pontos | Posição |
| Atleta      | Evento       | 1      | 2      | 3      | 4      | 5      | 6      | 7      | 8      | 9      | M       | Pontos | Posição |
| ----------- | ------------ | ------ | ------ | ------ | ------ | ------ | ------ | ------ | ------ | ------ | ------- | ------ | ------- |
| Ciara Peelo | Laser Radial | 23     | 17     | 15     | 7      | 13     | 24     | 25     | 18     | 10     | Não av. | 127    | 23º     |

Aberto
| Atleta       | Evento | Regata | Regata | Regata | Regata | Regata | Regata | Regata | Regata | Regata  | Pontos | Posição |
| Atleta       | Evento | 1      | 2      | 3      | 4      | 5      | 6      | 7      | 8      | M       | Pontos | Posição |
| ------------ | ------ | ------ | ------ | ------ | ------ | ------ | ------ | ------ | ------ | ------- | ------ | ------- |
| Tim Goodbody | Finn   | 22     | 13     | 15     | 15     | 17     | 16     | 21     | 15     | Não av. | 134    | 21º     |

### Remo
| S | Classificado(a) para as semifinais |    |                        | FA | Final A (disputa de medalhas) |  |  | FD | Final D (sem medalhas) |
| Q | Classificado(a) para as quartas    | FB | Final B (sem medalhas) | FE | Final E (sem medalhas)        |  |  |    |                        |
| R | Classificado(a) para a repescagem  | FC | Final C (sem medalhas) | FF | Final F (sem medalhas)        |  |  |    |                        |

### Vela
| M   | Regata da Medalha da qual só participam os dez primeiros colocados das regatas anteriores  |  |  | CAN | Regata cancelada |
| BFD | Desclassificado por bandeira preta (Black Flag Disqualified)                               |  |  |     |                  |
| UFD | Desclassificado por bandeira "U" (U Flag Disqualified)                                     |  |  |     |                  |
| OCS | Largada queimada (On the Course Side of the starting line)                                 |  |  |     |                  |
| DNE | Desclassificação sem eliminação (infração a um item do regulamento da prova – Did Not End) |  |  |     |                  |